# Moldened Sogn
Moldened Sogn (på tysk Kirchspiel Moldenit) er et sogn i det sydlige Angel i Sydslesvig, tidligere i Strukstrup Herred (Gottorp Amt), nu i Skålby kommune i Slesvig-Flensborg Kreds i delstaten Slesvig-Holsten.
I Moldened Sogn findes flg. stednavne:
- Klensby
- Moldened
- Trillingsfærge[1]
- Vinding